# Psettina gigantea
Psettina gigantea är en fiskart som beskrevs av Amaoka, 1963. Psettina gigantea ingår i släktet Psettina och familjen tungevarsfiskar. Inga underarter finns listade i Catalogue of Life.